# 中華圓唇魚
中华圆唇鱼（学名：Cyclocheilichthys sinensis）为輻鰭魚綱鯉形目鲤科的其中一種，分布於亞洲中國，體長可達31.5公分，棲息在中底層水域。
其种加词“sinensis”意为“中华的”。